# Хинтон, Чарльз Говард
Чарльз Ховард Хинтон (англ. Charles Howard Hinton) (1853 — 30 апреля 1907, Вашингтон, США) — британский математик и мистик, автор научных и фэнтезийных произведений.
Разрабатывал методы визуализации геометрии высших измерений, особенно четвёртого. В статье «Что такое четвертое измерение?» (What is the Fourth Dimension?, 1880) Хинтон назвал время четвёртым измерением. Эта идея была подхвачена Альбертом Эйнштейном в его теории относительности (1916). Позже Хинтон представил мыслительный эксперимент, который позволил бы людям увидеть четырёхмерное пространство (гиперпространство): он представлял себе большой куб, состоящий из 36 × 36 × 36 (всего 46656) дюймовых кубов поменьше каждый, и дал каждому из кубов поменьше латинское название. Автор слова «тессеракт» (четырёхмерный гиперкуб) и слов «ката» (вниз) и «ана» (вверх) для незримых направлений четвёртого измерения. Также сильно интересовался теософией.

## Биография
Отец Хинтона, Джеймс Хинтон, был хирургом и сторонником полигамии. Чарльз Хинтон родился в Великобритании. Его сестрой была Ada Nettleship (1856—1932), будущий художник по костюмам.
Хинтон преподавал в Челтенхемском колледже в то время как учился в Баллиол-колледже (Оксфордский университет), где получил степень бакалавра в 1877 году. С 1880 по 1886 год преподавал в Аппенгемской школе в Ратленде, где также преподавал Говард Кэндлер, друг Эдвина Эббота. Хинтон также получил степень магистра в Оксфорде в 1886 году. В 1884 году в журналах «Dublin University Magazine» и «Cheltenham Ladies' College Magazine» появилась его нашумевшая статья «Что такое четвёртое измерение?», впоследствии многократно переизданная.
В 1885 году Хинтона привлекли к суду за двоежёнство. Первая из жён, Мэри Эллен Буль, дочь великого логика Джорджа Буля, отказалась поддержать обвинение и вскоре вместе с мужем уехала в США.
В США Хинтон недолго проработал ассистентом на кафедре математики Принстонского университета, затем — в Военно-морской обсерватории США, где также не оставался долго. В 1902 году перешёл на работу в вашингтонское патентное бюро.
В США статьи и книги Хинтона вызвали всеобщий интерес общественности к четвёртому измерению. Этой теме посвящали целые страницы такие популярные журналы, как Harper’s Weekly, McClure’s, Current Literature, Popular Science Monthly и Science.
В возрасте 54 лет (1907) Хинтон неожиданно умер от кровоизлияния в мозг. Его жена Мэри покончила жизнь самоубийством.

## Труды
- 1880 — статья «Что такое четвертое измерение?» / What is the Fourth Dimension?
- 1884 — сборник очерков и рассказов «Научные романсы», первая серия / Scientific Romances: First and Second Series
- 1885 — очерки и рассказы «Научные романсы», вторая серия / Scientific Romances: First and Second Series, см. 2-я серия на сайте Архив Интернета
- 1888 — «Новая эра мысли» / A New Era of Thought, orig. 1888, reprinted 1900, by Swan Sonnenschein & Co. Ltd., London
- 1904 — «Извлечение себя» / Casting out the Self
- 1904 — «Четвёртое измерение» / The Fourth Dimension, orig. 1904, 1912 by Ayer Co., Kessinger Press reprint, ISBN 0-405-07953-2, scanned version available online at the Internet Archive
- 1907 «Случай во Флатландии, или Как плоский народ открыл третье измерение» / An Episode of Flatland or How a Plane Folk Discovered the Third Dimension, orig 1907, Swan Sonnenschein & Co. Limd., uncut illustrated HTML version online at Forgotten Futures — как продолжение романа Эдвина Эбботта «Флатландия: многомерный рассказ» (Flatland: A Romance of Many Dimensions, 1884).

Посмертное издание
- 1980 — Speculations on the Fourth Dimension: Selected Writings of Charles H. Hinton, edited by Rudolf Rucker, 1980, Dover Publications, ISBN 0-486-23916-0 (includes selections from Scientific Romances, The Fourth Dimension, «The Recognition of the Fourth Dimension» from the 1902 Bulletin of the Philosophical Society of Washington, and excerpts from An Episode of Flatland)

## Влияние
Очевидно его влияние, как автора, на Герберта Уэллса. В его романе «Машина времени» (1895) Путешественник рассуждает о природе четвёртого измерения прямым текстом из рассказа «Незавершённая связь» второго сборника Хинтона (1895). Другой рассказ Хинтона «Стелла», также из второго сборника, повествует о невидимой девочке, и Уэллс пишет роман «Человек-невидимка» в 1896 году.
Математик и эзотерист Пётр Успенский увидел в первых книгах Хинтона («Новая эра мысли» и «Четвёртое измерение») «проблески правильного понимания проблемы Канта и первые намёки на возможный путь к её разрешению», — об этом он писал в труде «Tertium Organum» (1911).
Тессеракт впечатлил Роберта Хайнлайна (рассказ «И построил он себе скрюченный домишко», 1941) и Генри Каттнера с Кэтрин Мур (рассказ «Все тенали бороговы…», 1943).
Хинтона читали и изображали в своих произведениях: авангардист Борхес, оккультист Алистер Кроули (оккультная повесть «Лунное дитя», 1917, изд. 1923) и автор комиксов Алан Мур (графический роман «Из Ада», 1996).